# Courties
Courties är en kommun i departementet Gers i regionen Occitanien i sydvästra Frankrike. Kommunen ligger i kantonen Montesquiou som tillhör arrondissementet Mirande. År 2022 hade Courties 46 invånare.

## Befolkningsutveckling
Antalet invånare i kommunen Courties
Referens:INSEE